# Lorena (nombre)
El nombre Lorena es una variante del nombre latino Laura, el cual a su vez significa triunfadora o victoriosa, en referencia a la corona de laurel que se entrega a como recompensa a poetas, deportistas y guerreros.
El nombre Lorena es además la versión en español de Lorraine (región de Francia). El 12 de septiembre se celebra su día, ya que en 1992 se realizó un récord guinness al juntar un gran número de personas con ese nombre.
El santoral también se celebra el 30 de mayo.

## Variantes
- Masculino: Loreno, Lorenzo, Laureano, Laurencio.
- Diminutivo: Lore,Leni,Lorenaza, Lena, Loren, Lorenita, Lori, Lorenona, Lorenza

| Variantes en otras lenguas | Variantes en otras lenguas |
| -------------------------- | -------------------------- |
| Español                    | Lorena                     |
| Alemán                     | Lothringen                 |
| Danés                      | Lorraine                   |
| Inglés                     | Lorraine                   |
| Escocés                    | Lorenoano                  |
| Finlandés                  | Lothringen                 |
| Francés                    | Lorraine                   |
| Húngaro                    | Loréna                     |
| Italiano                   | Lorena                     |
| Japonés                    | ロレーナ                   |
| Georgiano                  | ლორენი                     |
| Coreano                    | 로레나                     |
| Mandarín                   | 洛林                       |
| Croata                     | Lorena                     |
| Árabe                      | Loutrengen                 |
| Montserrat                 | Loraine                    |
| Neerlandés                 | Lotharingen                |
| Noruego                    | Loraine                    |
| Polaco                     | Lotaryngia                 |
| Portugués                  | Lorena                     |
| Rumano                     | Lorena                     |
| Ruso                       | Лотарингия                 |
| Eslovaco                   | Loraine                    |

## Personalidades
- Lorena Castillo
- Lorena Ponce de León
- Lorena Peña
- Lorena Castell
- Lorena Bernal
- Lorena Gómez
- Lorena Paola
- Lorena Herrera
- Lorena Rojas

- Datos: Q857583
- Multimedia: Lorena (given name) / Q857583